# 紋別市
紋別市（もんべつし）は、北海道北部（道東地方）に位置し、オホーツク総合振興局に属する市。

## 概要

### 市名の由来
アイヌ語の「モペッ（mo-pet）」（静かである・川）から。市街地から約2 km東にある現在の元紋別地区を流れる、藻鼈川のアイヌ語名であったが、現市街地に番屋ができたことで、同地のアイヌが移り住み地名が移動し、後に広域地名となったものである。
漢字表記は当初「紋部津」「紋部地」「茂武遍津」「紋辺津」の字が当てられていたが、1869年（明治2年）8月15日の太政官布告による紋別郡設置、1875年（明治8年）5月通達による町村・港名への漢字採用にあたり「紋別」を当てたことで、現在の表記が定着した。
沙流郡門別町（現在の日高町）など、道内各地に同音の地名があるため、しばしば「オホーツク紋別」または「北見紋別」と呼んで区別される。

## 地理

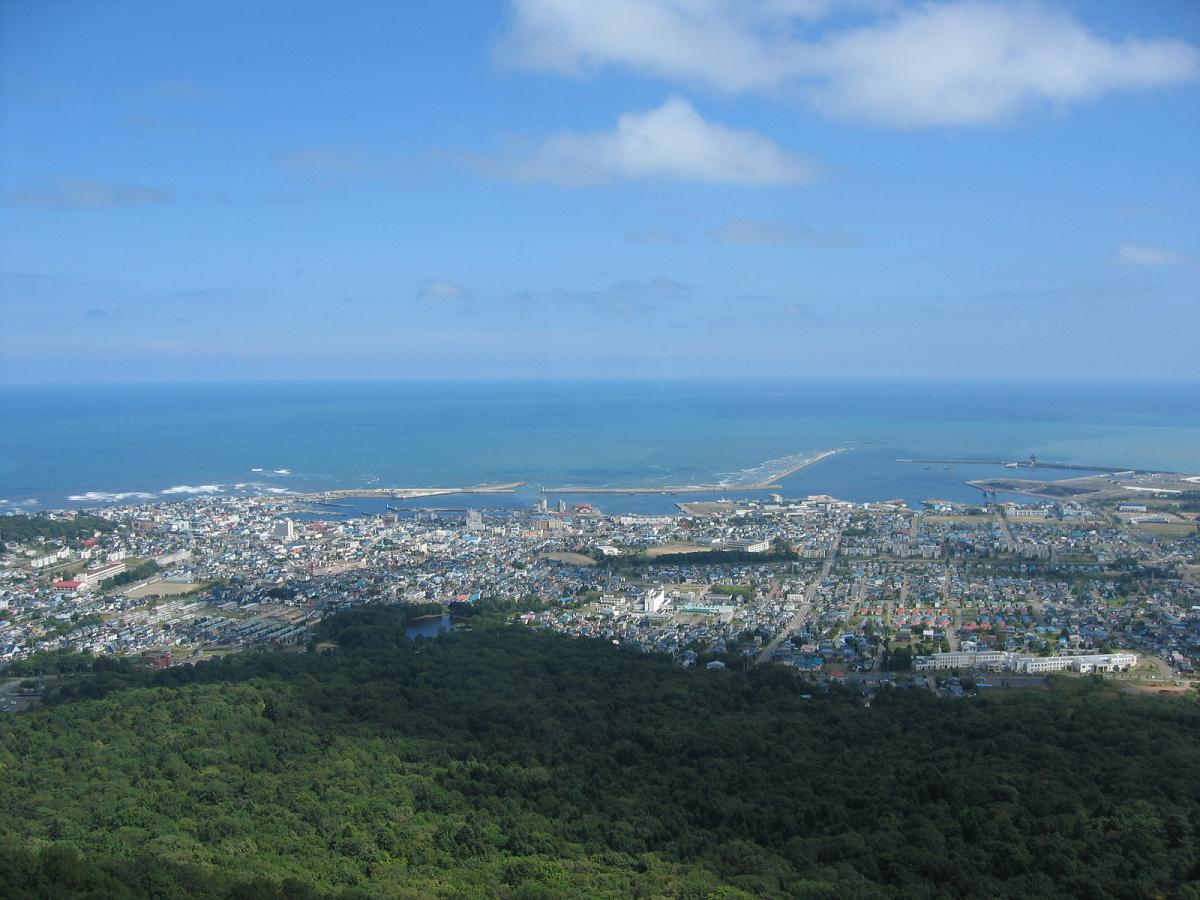
紋別山から見た紋別市街

紋別市中心部と紋別港周辺の空中写真。2014年8月29日撮影の21枚を合成作成。
。

オホーツク総合振興局北部に位置、オホーツク海に面し、紋別港を有する。緯度は北緯44度、東経143度である。いわゆる「平成の大合併」以前では、いわき市、静岡市、札幌市、芦別市についで全国の市で5番目に広い面積を有していた。北海道のオホーツク海沿岸のほぼ中央に位置し、一帯の土地は内陸へ徐々に高さを増し、西部は南北に連なる北見山地に南部は東西に起伏する千島山系に囲まれている。農耕地は天塩岳にその源を発する渚滑川流域より南東シブノツナイ川流域におよび、酪農・畑作が中心となっている。弁天岬から弓状に伸びる海岸線は風波を避ける天然の良港で、オホーツク海屈指の港まちである。

### 地形
主な河川としては渚滑川・渚滑古川・ウッツ川・藻鼈川が挙げられる。主な山岳は北見富士・立牛岳が挙げられる。
冬季は流氷が接岸。市の南部は高台が広がる。

#### 山地
主な山
- 紋別山（通称：大山、334m）
- 北見富士（1306m）
- 立牛岳（629.9m）
- 鬱岳（818.3m）

#### 河川
主な川
- ウッツ川
- 渚滑川（しょこつ）
- 藻鼈川（もべつ）

#### 湖沼
主な湖
- コムケ湖
- シブノツナイ湖

主な沼
- ヤソシ沼

### 気候
沿岸部は寒冷多湿気団の卓越するオホーツク海の影響が非常に大きい海洋性気候であり、内陸部は寒暖の差が激しい内陸性気候である。
沿岸部は冬季は比較的温暖であるが、流氷が接岸する冬後半に冷え込みが厳しくなる特徴があり、暖流の影響を受ける道北の日本海側などと比べると比較的最低気温は下がりやすい。暖候期は基本的にはオホーツク海の低い海水温のため北海道内でも比較的低温な地域であり、5月の日中でも5℃を下回るような寒さに見舞われることもあるなど、6月にかけオホーツク海側特有の長引く湿潤な寒さが続く。しかし、稀に陸風である南西風によるフェーン現象により一転して顕著な乾燥高温となることがあり、
2019年5月26日には過去最高の最高気温となる37.0℃を記録している。1994年8月7日には最低気温が28.1℃という北海道内で最も高い最低気温を記録するなど、過去に熱帯夜を6回記録している。このように暖候期は風向による気温変動が非常に大きい。真夏日は平年値3.8日で毎年のように観測されており、道東の太平洋側沿岸部と比べると最高気温は上がりやすい方である。
一方の内陸部は遠軽町に近い気候で日平均気温は比較的低く湿度も低い。厳寒期は最低気温が-20℃を下回ることが多いが、降雪量は道央の日本海側より少なく、雪質は軽い。
| 紋別市南が丘町（紋別特別地域気象観測所、標高16m）の気候      | 紋別市南が丘町（紋別特別地域気象観測所、標高16m）の気候 | 紋別市南が丘町（紋別特別地域気象観測所、標高16m）の気候 | 紋別市南が丘町（紋別特別地域気象観測所、標高16m）の気候 | 紋別市南が丘町（紋別特別地域気象観測所、標高16m）の気候 | 紋別市南が丘町（紋別特別地域気象観測所、標高16m）の気候 | 紋別市南が丘町（紋別特別地域気象観測所、標高16m）の気候 | 紋別市南が丘町（紋別特別地域気象観測所、標高16m）の気候 | 紋別市南が丘町（紋別特別地域気象観測所、標高16m）の気候 | 紋別市南が丘町（紋別特別地域気象観測所、標高16m）の気候 | 紋別市南が丘町（紋別特別地域気象観測所、標高16m）の気候 | 紋別市南が丘町（紋別特別地域気象観測所、標高16m）の気候 | 紋別市南が丘町（紋別特別地域気象観測所、標高16m）の気候 | 紋別市南が丘町（紋別特別地域気象観測所、標高16m）の気候 |
| 月                                                           | 1月                                                     | 2月                                                     | 3月                                                     | 4月                                                     | 5月                                                     | 6月                                                     | 7月                                                     | 8月                                                     | 9月                                                     | 10月                                                    | 11月                                                    | 12月                                                    | 年                                                      |
| ------------------------------------------------------------ | ------------------------------------------------------- | ------------------------------------------------------- | ------------------------------------------------------- | ------------------------------------------------------- | ------------------------------------------------------- | ------------------------------------------------------- | ------------------------------------------------------- | ------------------------------------------------------- | ------------------------------------------------------- | ------------------------------------------------------- | ------------------------------------------------------- | ------------------------------------------------------- | ------------------------------------------------------- |
| 最高気温記録 °C （°F）                                       | 9.5 (49.1)                                              | 17.1 (62.8)                                             | 18.7 (65.7)                                             | 30.8 (87.4)                                             | 37.0 (98.6)                                             | 32.7 (90.9)                                             | 36.5 (97.7)                                             | 35.2 (95.4)                                             | 34.2 (93.6)                                             | 29.4 (84.9)                                             | 22.5 (72.5)                                             | 16.5 (61.7)                                             | 37.0 (98.6)                                             |
| 平均最高気温 °C （°F）                                       | −2.3 (27.9)                                             | −2.0 (28.4)                                             | 2.3 (36.1)                                              | 9.0 (48.2)                                              | 14.2 (57.6)                                             | 16.7 (62.1)                                             | 20.6 (69.1)                                             | 22.9 (73.2)                                             | 20.7 (69.3)                                             | 14.9 (58.8)                                             | 7.2 (45)                                                | 0.3 (32.5)                                              | 10.4 (50.7)                                             |
| 日平均気温 °C （°F）                                         | −5.2 (22.6)                                             | −5.3 (22.5)                                             | −1.2 (29.8)                                             | 4.6 (40.3)                                              | 9.6 (49.3)                                              | 13.0 (55.4)                                             | 17.1 (62.8)                                             | 19.3 (66.7)                                             | 16.6 (61.9)                                             | 10.5 (50.9)                                             | 3.6 (38.5)                                              | −2.6 (27.3)                                             | 6.7 (44.1)                                              |
| 平均最低気温 °C （°F）                                       | −8.7 (16.3)                                             | −9.4 (15.1)                                             | −5.0 (23)                                               | 0.7 (33.3)                                              | 5.6 (42.1)                                              | 9.9 (49.8)                                              | 14.4 (57.9)                                             | 16.4 (61.5)                                             | 12.8 (55)                                               | 6.2 (43.2)                                              | 0.0 (32)                                                | −6.0 (21.2)                                             | 3.1 (37.6)                                              |
| 最低気温記録 °C （°F）                                       | −21.8 (−7.2)                                            | −24.7 (−12.5)                                           | −22.7 (−8.9)                                            | −11.2 (11.8)                                            | −3.3 (26.1)                                             | −0.3 (31.5)                                             | 4.3 (39.7)                                              | 5.6 (42.1)                                              | 1.6 (34.9)                                              | −2.2 (28)                                               | −11.8 (10.8)                                            | −17.0 (1.4)                                             | −24.7 (−12.5)                                           |
| 降水量 mm （inch）                                           | 44.4 (1.748)                                            | 33.2 (1.307)                                            | 35.4 (1.394)                                            | 45.7 (1.799)                                            | 58.4 (2.299)                                            | 69.8 (2.748)                                            | 108.6 (4.276)                                           | 122.0 (4.803)                                           | 127.6 (5.024)                                           | 88.1 (3.469)                                            | 64.6 (2.543)                                            | 59.3 (2.335)                                            | 860.8 (33.89)                                           |
| 降雪量 cm （inch）                                           | 87 (34.3)                                               | 77 (30.3)                                               | 62 (24.4)                                               | 16 (6.3)                                                | 1 (0.4)                                                 | 0 (0)                                                   | 0 (0)                                                   | 0 (0)                                                   | 0 (0)                                                   | 0 (0)                                                   | 21 (8.3)                                                | 75 (29.5)                                               | 338 (133.1)                                             |
| 平均降水日数 （≥0.5 mm）                                     | 16.3                                                    | 14.4                                                    | 13.1                                                    | 11.6                                                    | 11.0                                                    | 11.8                                                    | 12.3                                                    | 12.2                                                    | 12.4                                                    | 12.5                                                    | 15.6                                                    | 16.7                                                    | 160.0                                                   |
| 平均降雪日数 （≥1 cm）                                       | 18.7                                                    | 16.3                                                    | 14.5                                                    | 3.8                                                     | 0.3                                                     | 0.0                                                     | 0.0                                                     | 0.0                                                     | 0.0                                                     | 0.1                                                     | 5.3                                                     | 15.8                                                    | 74.6                                                    |
| % 湿度                                                       | 73                                                      | 73                                                      | 70                                                      | 67                                                      | 73                                                      | 83                                                      | 85                                                      | 83                                                      | 77                                                      | 71                                                      | 70                                                      | 71                                                      | 75                                                      |
| 平均月間日照時間                                             | 98.7                                                    | 114.2                                                   | 160.1                                                   | 174.7                                                   | 179.3                                                   | 154.7                                                   | 143.2                                                   | 145.0                                                   | 157.3                                                   | 149.3                                                   | 103.5                                                   | 95.2                                                    | 1,675.2                                                 |
| 出典：気象庁（平均値：1991年 - 2020年、極値：1956年 - 現在） |                                                         |                                                         |                                                         |                                                         |                                                         |                                                         |                                                         |                                                         |                                                         |                                                         |                                                         |                                                         |                                                         |

### 地域

#### 住宅団地
- 道営学園第2団地
- 道営学園第3団地
- 道営であえーる幸団地
- 市営上渚滑11丁目団地
- 市営渚滑6丁目団地
- 市営元新団地
- 市営落石1丁目団地
- 市営落石5丁目団地
- 市営学園団地
- 市営緑団地
- 市営花園団地
- 市営大山団地
- 市営旭丘団地
- 市営南が丘団地
- 市営元紋別団地
- 市営せせらぎ団地
- 市営オーシャンビュー（借上げ）オール電化団地
- 市営アルモニー（借上げ）オール電化団地
- 市営まちなか幸団地
- 市営まちなかメモリアル団地
- 市営まちなかオホーツク通り団地

### 人口
| |                                        |  |
| 紋別市と全国の年齢別人口分布（2005年） | 紋別市の年齢・男女別人口分布（2005年） |  |
| ■紫色 ― 紋別市 ■緑色 ― 日本全国 | ■青色 ― 男性 ■赤色 ― 女性              |  |
| 紋別市（に相当する地域）の人口の推移 \| 1970年（昭和45年） \| 35,110人 \| \| \| 1975年（昭和50年） \| 32,825人 \| \| \| 1980年（昭和55年） \| 33,860人 \| \| \| 1985年（昭和60年） \| 32,163人 \| \| \| 1990年（平成2年） \| 31,078人 \| \| \| 1995年（平成7年） \| 30,137人 \| \| \| 2000年（平成12年） \| 28,476人 \| \| \| 2005年（平成17年） \| 26,632人 \| \| \| 2010年（平成22年） \| 24,745人 \| \| \| 2015年（平成27年） \| 23,109人 \| \| \| 2020年（令和2年） \| 21,215人 \| \| |                                        |  |
| 総務省統計局 国勢調査より |                                        |  |
| 1970年（昭和45年） | 35,110人                               |  |
| 1975年（昭和50年） | 32,825人                               |  |
| 1980年（昭和55年） | 33,860人                               |  |
| 1985年（昭和60年） | 32,163人                               |  |
| 1990年（平成2年） | 31,078人                               |  |
| 1995年（平成7年） | 30,137人                               |  |
| 2000年（平成12年） | 28,476人                               |  |
| 2005年（平成17年） | 26,632人                               |  |
| 2010年（平成22年） | 24,745人                               |  |
| 2015年（平成27年） | 23,109人                               |  |
| 2020年（令和2年） | 21,215人                               |  |

#### 消滅集落
2015年国勢調査によれば、以下の町または字は調査時点で人口0人となっている。
- 紋別市 - 上渚滑町上立牛、上渚滑町上古丹、鴻之舞、港湾区域、上鴻之舞、海洋公園

### 隣接する自治体
オホーツク総合振興局
- 紋別郡
  - 興部町：紋別市の北西に隣接（オホーツク海岸側に）
  - 滝上町：紋別市のやや南西から西まで隣接（内陸側に）
  - 遠軽町：紋別市の南西から南まで隣接（内陸側に）
  - 湧別町：紋別市の南東に隣接（オホーツク海岸側に）

## 歴史

### 沿革
- 縄文時代より栄える。
- 松前藩のオホーツク海沿岸の寄港地となる。
- 1855年（安政2年） - 蝦夷地が江戸幕府の直轄管理下に入り、秋田藩が紋別を含む西蝦夷地の警備担当となる[8]。
- 1859年（安政6年） - 久保田藩に代わり会津藩が、紋別を含む西蝦夷地オホーツク海沿岸地域の警備担当となり、モンベツ出張陣屋が設置される。会津藩の役人が赴任し、幕府の役人も派遣される[9]。
- 1880年（明治13年） - 紋別村外9か村戸長役場が設置される。（この年を紋別市の「開基の年」とする。）
- 1897年（明治30年） - 紋別村外9か村戸長役場から湧別村戸長役場（現湧別町）が分離する。
- 1900年（明治33年） - 渚滑村が渚滑村戸長役場を設置し、分離・独立する。
- 1906年（明治39年） - 渚滑村が2級町村制を施行する。
- 1909年（明治42年） - 藻鼈村（もべつ）と紋別村が合併し、2級町村制を施行し、紋別村となる。このときに沙留村と瑠椽村を分離する。
- 1918年（大正7年） - 渚滑村から滝上村（現滝上町）が分離する。
- 1919年（大正8年） - 紋別村が町制施行を行い、紋別町となる。
- 1921年（大正10年） - 紋別町が一級町村制を施行する。
- 1932年（昭和7年） - 渚滑村から下渚滑村が分離する。
- 1937年（昭和12年） - 渚滑村が村名を上渚滑村に改称する。
- 1940年（昭和15年） - 下渚滑村が村名を渚滑村に改称する。
- 1954年（昭和29年）7月1日 - 紋別町・渚滑村・上渚滑村の1町2村が合併し、市制施行を行い、紋別市となる。
- 1966年（昭和41年） - 紋別空港完成
- 1978年（昭和53年）4月22日 - 道都大学開学（同年1月31日文部省の開学許可を受ける）
- 1996年（平成8年）2月12日 - 氷海展望塔オホーツクタワーの開設[10]。
- 1999年（平成11年）10月10日 - 紋別空港、新空港に移管のため廃止。
- 1999年（平成11年）11月11日 - オホーツク紋別空港開港。
- 2000年（平成12年）7月1日 - オホーツク紋別空港に東京直行便就航。
- 2005年（平成17年） - 道都大学が北広島市へ移転。紋別キャンパスは閉鎖となる。

## 政治

### 行政

#### 市長
- 山崎彰則（2025年6月30日就任、1期目）

歴代市長
- 大西真平：1954年8月9日 - 1957年5月14日
- 官尾貫市：1957年6月30日 - 1969年6月29日
- 菅原啓：1969年6月30日 - 1977年6月29日
- 金田武：1977年6月30日 - 1997年6月29日
- 赤井邦男：1997年6月30日 - 2005年6月29日
- 宮川良一：2005年6月30日-2025年6月29日
- 山崎彰則：2025年6月30日-現職

## 公庁・公共機関

### 国家機関

#### 法務省
- 旭川地方法務局紋別支局

検察庁
- 旭川地方検察庁紋別支部（紋別区検察庁）

#### 厚生労働省
- 北海道労働局紋別公共職業安定所（ハローワーク紋別）

#### 国土交通省
- 北海道開発局網走開発建設部紋別港湾事務所

海上保安庁
- 第一管区海上保安本部紋別海上保安部

気象庁
- 札幌管区気象台新千歳航空測候所紋別航空気象観測所

### 財務省
国税庁
- 札幌国税局紋別税務署

#### 防衛省
自衛隊
- 自衛隊旭川地方協力本部紋別地域事務所

#### 裁判所
- 旭川地方裁判所紋別支部
- 旭川家庭裁判所紋別支部
- 紋別簡易裁判所

### 道の機関
- 北海道立紋別高等看護学院
- オホーツク総合振興局
  - 紋別合同庁舎
    - 紋別道税事務所
    - 保健環境部社会福祉課紋別社会福祉事務出張所

  - 保健環境部紋別地域保健室（北海道紋別保健所）
  - 産業振興部
    - 網走農業改良普及センター紋別支所
    - 網走西部地区水産技術普及指導所
    - 西部耕地出張所

  - 網走建設管理部
    - 紋別出張所
    - オホーツク紋別空港管理事務所

### 独立行政法人・特殊法人等
- 地方独立行政法人
  - 北海道立総合研究機構網走水産試験場分庁舎（加工利用部）

### 警察
- 北海道北見方面紋別警察署

交番
- 中央交番

駐在所
- 渚滑駐在所
- 上渚滑駐在所
- 小向駐在所

### 消防
本部
- 紋別地区消防組合消防本部

消防署
- 紋別消防署
  - 上渚滑派出所

### 医療機関
主な病院
- 広域紋別病院（旧：北海道立紋別病院）

### 郵便局

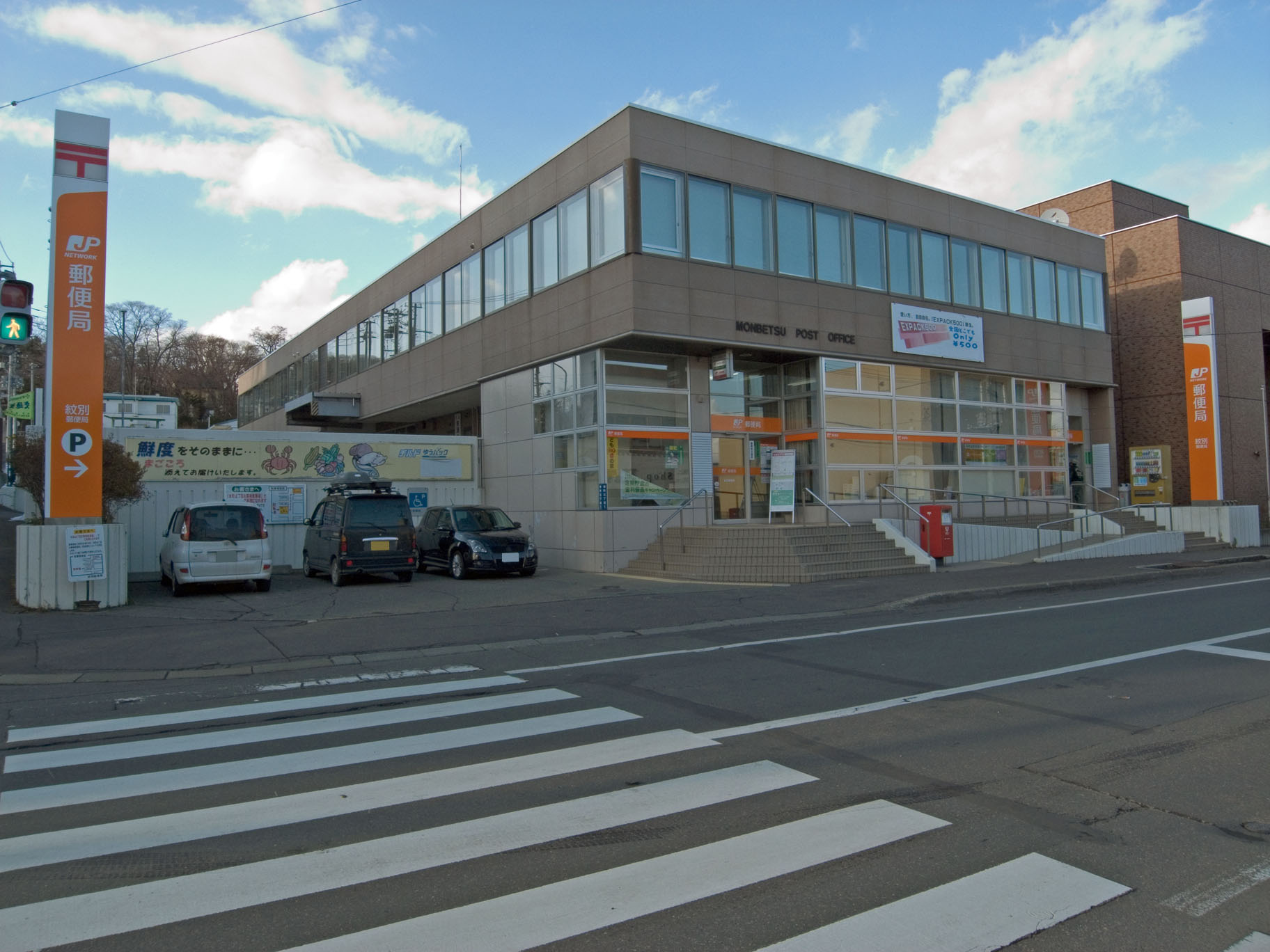
紋別郵便局（集配局･ゆうゆう窓口設置局）
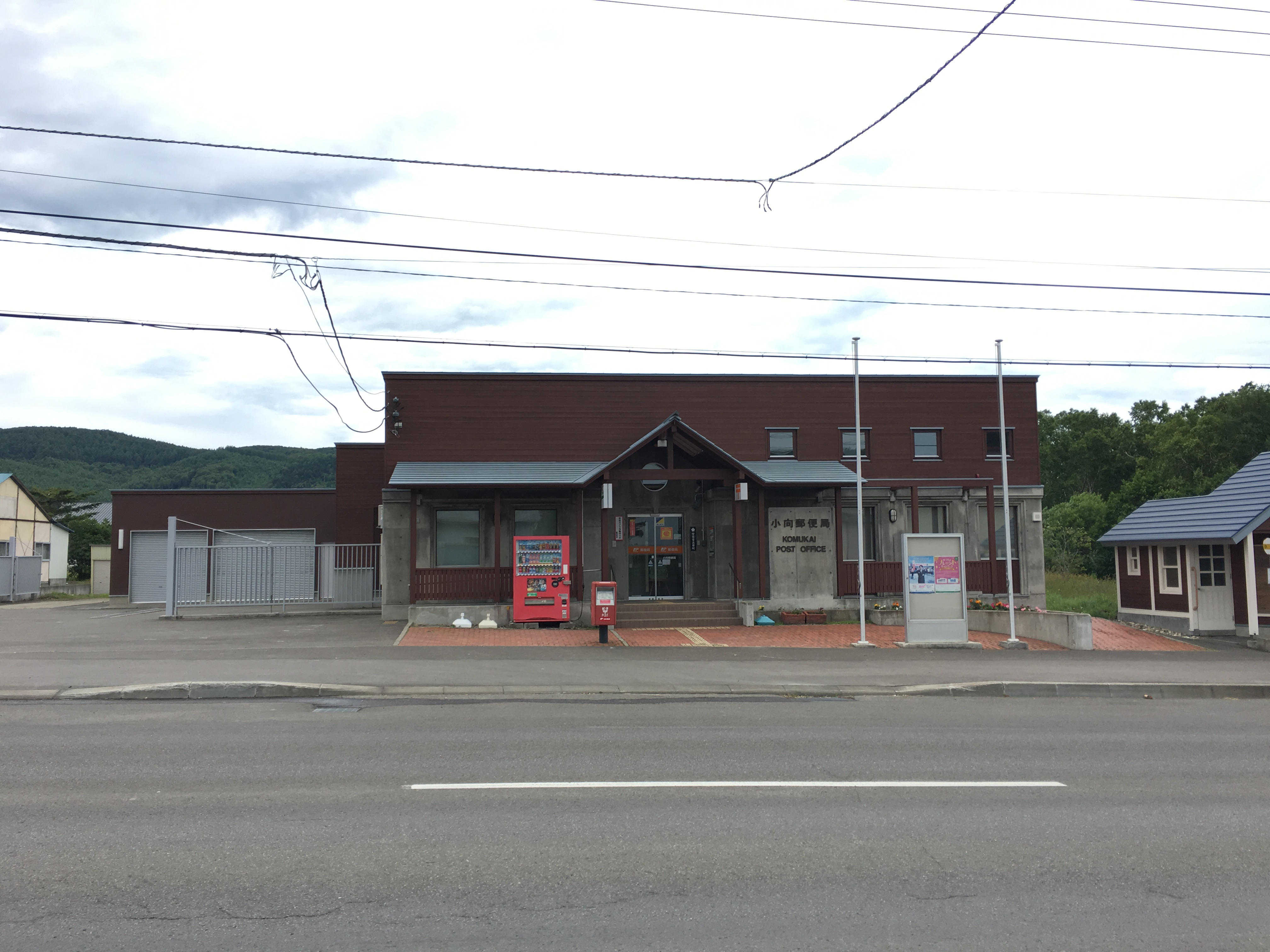
上渚滑郵便局（集配局）

- 小向郵便局（集配局）
- 渚滑郵便局（集配局）

- 紋別北浜郵便局
- 紋別本町郵便局

- 紋別大山郵便局
- 沼ノ上郵便局

- 紋別落石簡易郵便局
- 紋別南が丘簡易郵便局

- 紋別緑町簡易郵便局
- 紋別花園簡易郵便局

- 元紋別簡易郵便局
- 藻別簡易郵便局

- 中渚滑簡易郵便局
- 中立牛簡易郵便局

- 紋別郵便局
- 小向郵便局

## 対外関係

### 姉妹都市･提携都市

#### 海外
姉妹都市
- ニューポート市（アメリカ合衆国 オレゴン州）
1966年（昭和41年）4月8日締結
- フェアバンクスノーススター郡 （アメリカ合衆国 アラスカ州）
1991年（平成3年）2月8日締結
- コルサコフ市（大泊町）（ロシア連邦 サハリン州）
1991年（平成3年）1月12日締結

## 経済
農業（畑作、酪農）、林業、漁業（特に毛がに・ホタテ）、観光業が中心となる産業である。
かつては郊外の山間地において金、水銀などを産出し、東洋一の産出量を誇った鴻之舞鉱山（金）や竜昇殿鉱山（水銀）などを抱えていたが、資源枯渇などによりいずれも昭和40年代には閉山した。

### 第一次産業
組合
- オホーツクはまなす農業協同組合（JAオホーツクはまなす） - 本所
- 北海道農業共済組合（NOSAI北海道） - 紋別家畜診療所
- 紋別漁業協同組合

### 第三次産業

#### 商業
ショッピングセンター
- イオン北海道（イオングループ）
  - イオン紋別店
- 北雄ラッキー
  - シティ紋別ショッピングセンター

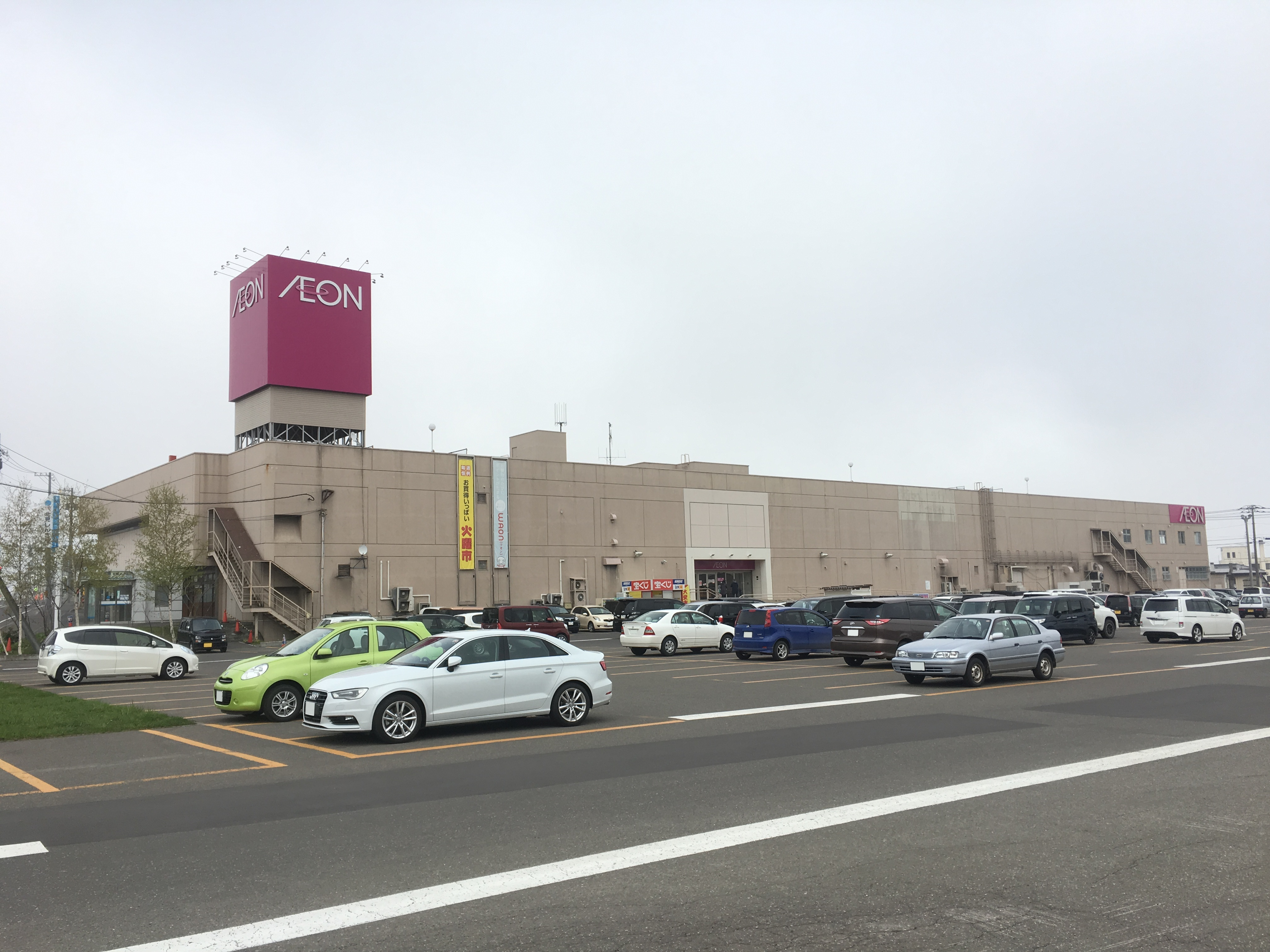
イオン紋別店
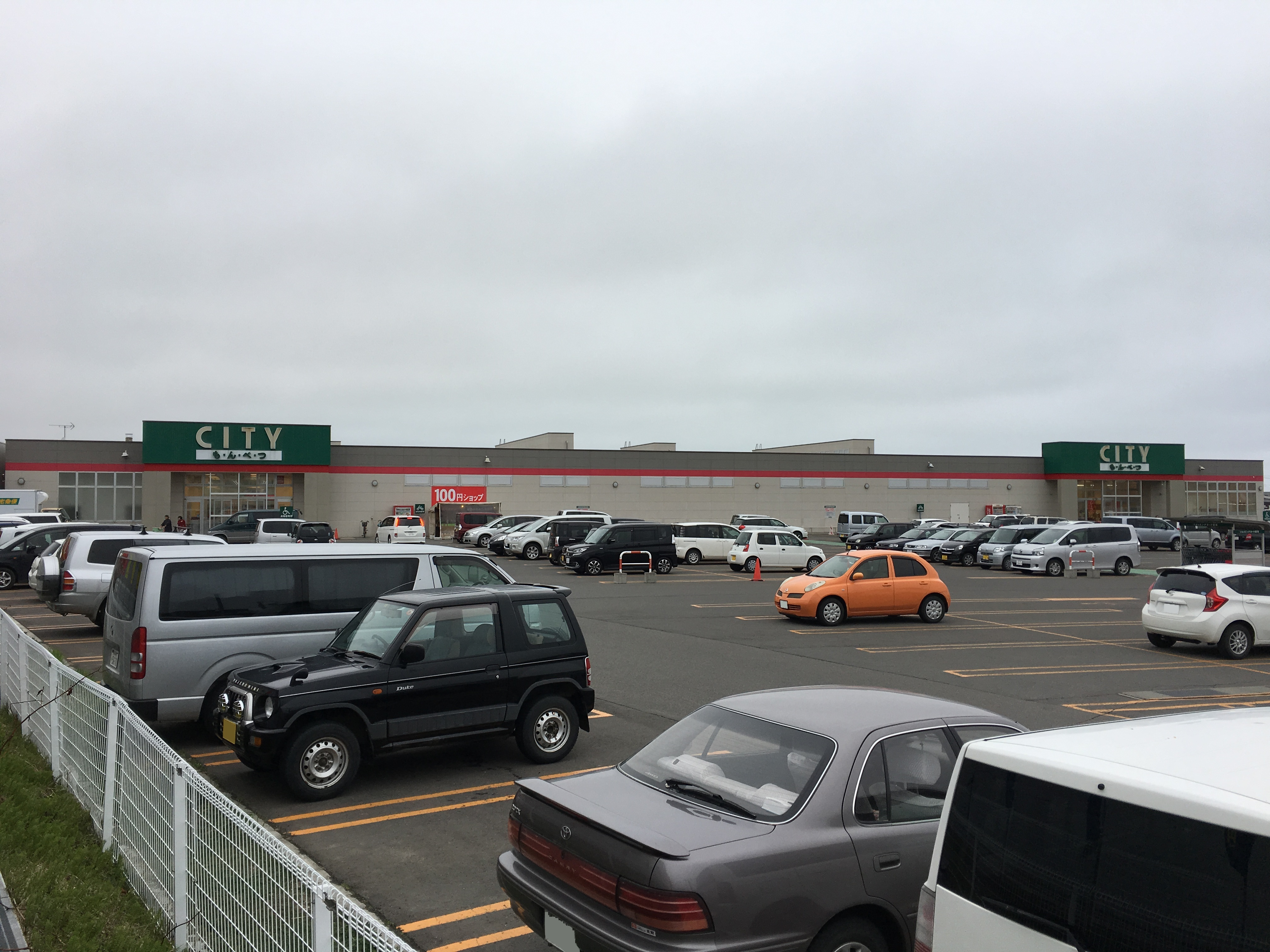
シティ紋別ショッピングセンター

商業施設
- イオン北海道 - イオン紋別店
- 北雄ラッキー - シティもんべつ店（シティ紋別ショッピングセンター内）
- ダイゼン - DZマート紋別落石店、DZマート紋別緑町店
- しめまる - スーパーマーケットしめまる
- DCMホーマック - 紋別店
- ケーズデンキ - 紋別店[注 1]
- ツルハドラッグ - 紋別落石店、紋別緑町店、広域紋別病院前店
- サッポロドラッグストアー - 紋別店、紋別本町店
- ファッションセンターしまむら - 紋別店

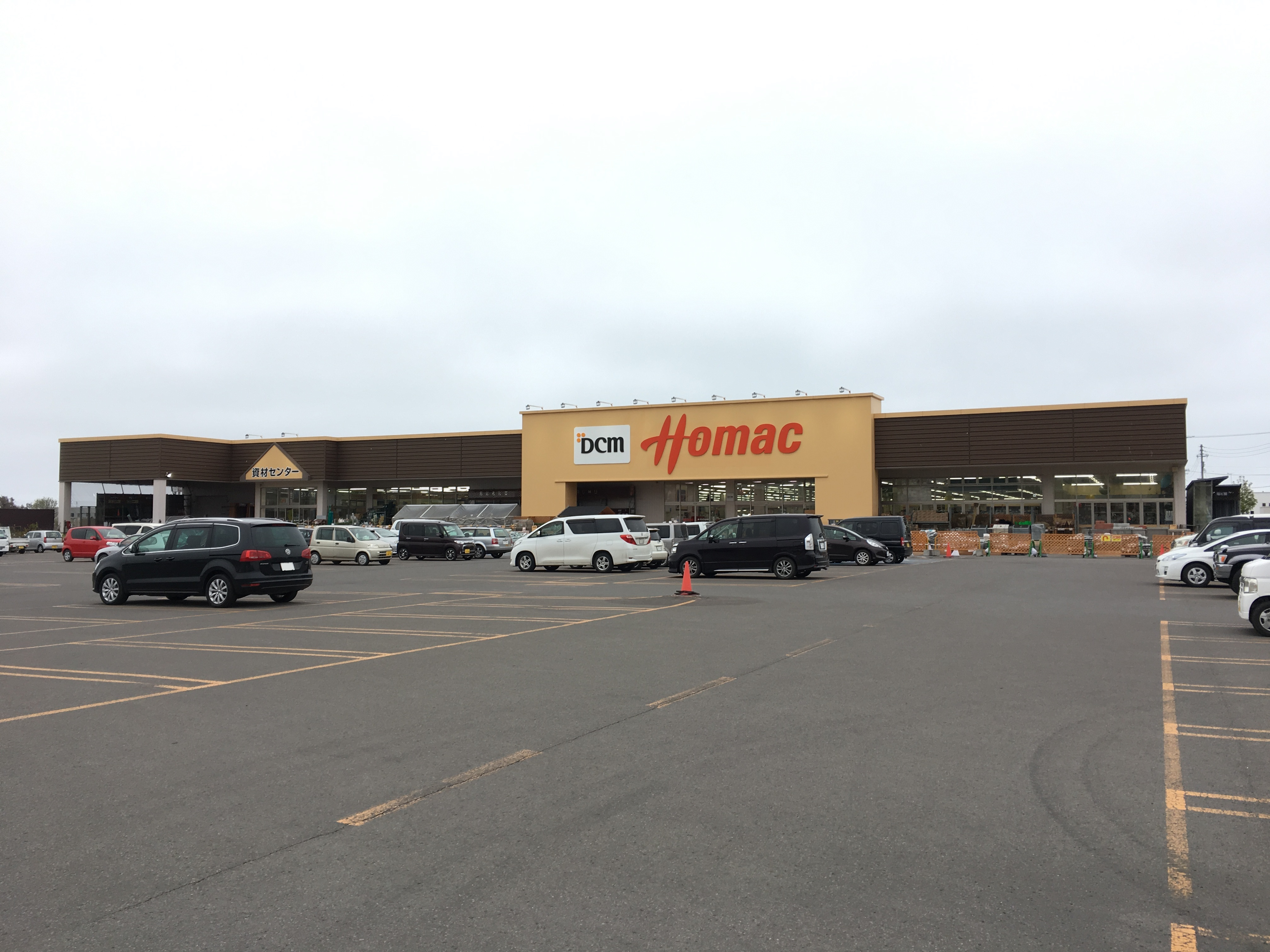
ホーマック紋別店
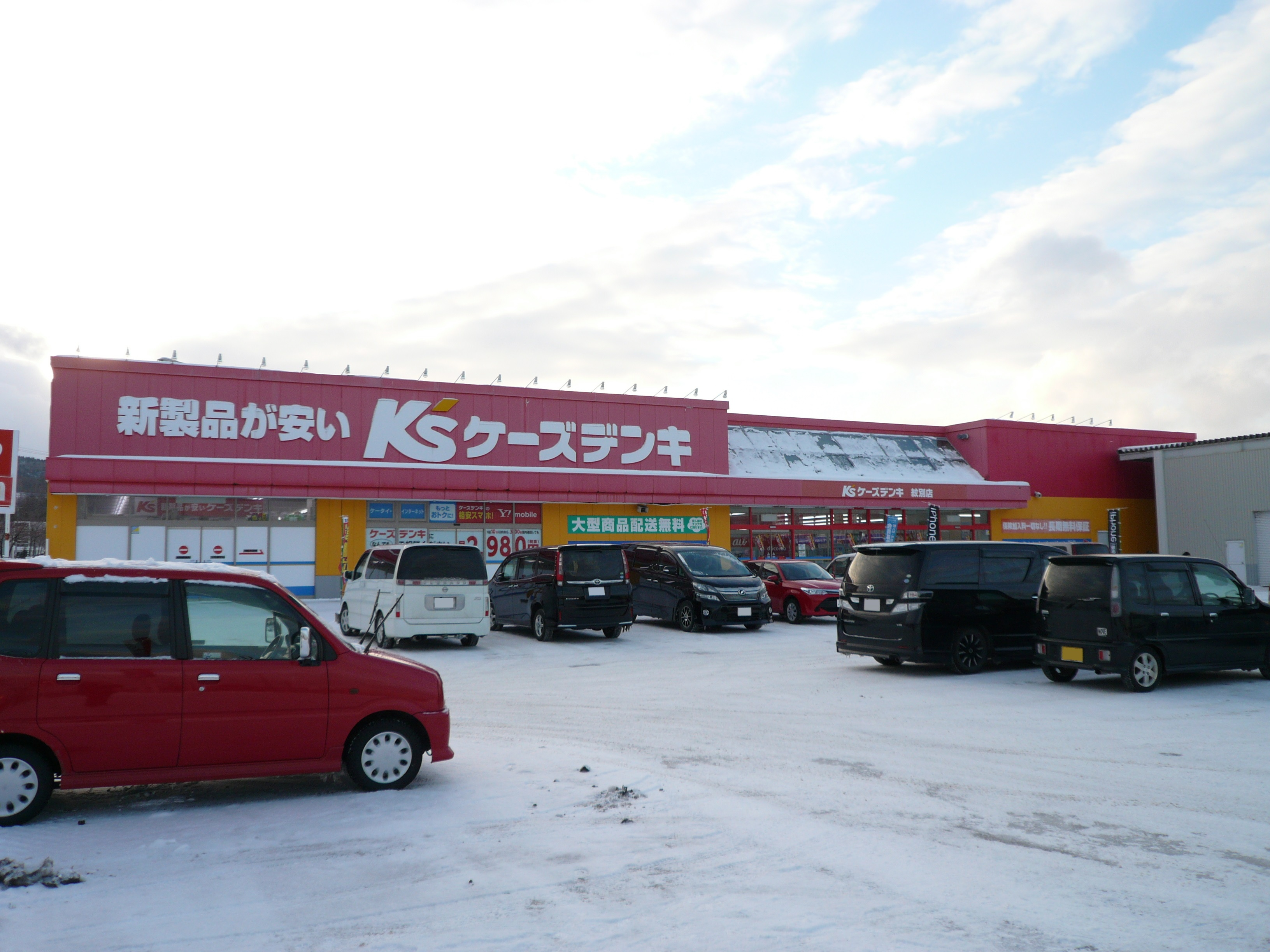
ケーズデンキ紋別店

#### 物流
- ヤマト運輸:道北主管支店

紋別南センター・紋別北センター
- 佐川急便:紋別営業所

### 金融機関
- 北海道銀行：紋別支店
- 北洋銀行：紋別支店
- 北見信用金庫：紋別支店（合併前の2009年11月までは紋別信用金庫の店舗であった）
- 遠軽信用金庫：紋別支店
- 北海道労働金庫：紋別出張所

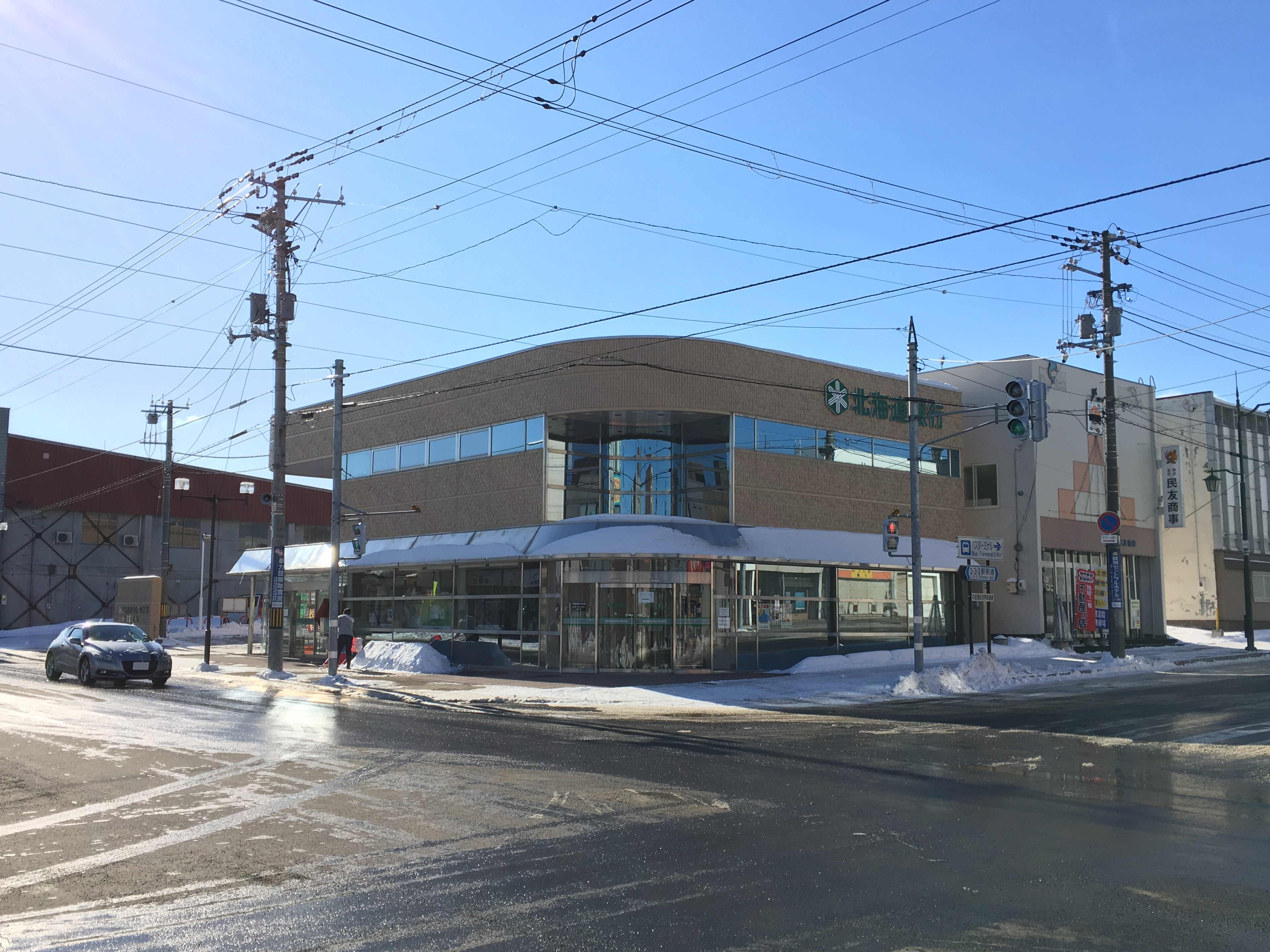
北海道銀行紋別支店
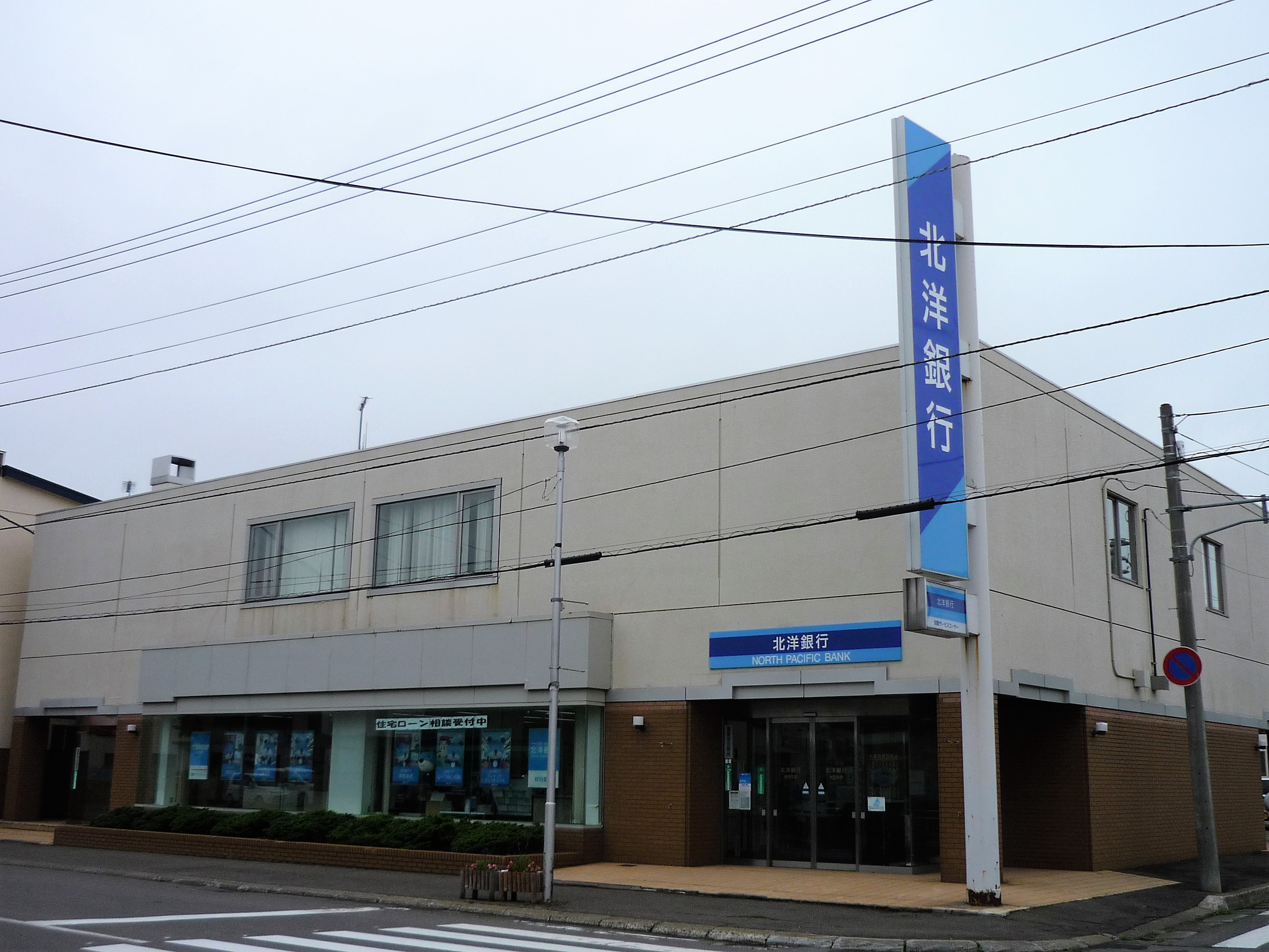
北洋銀行紋別支店
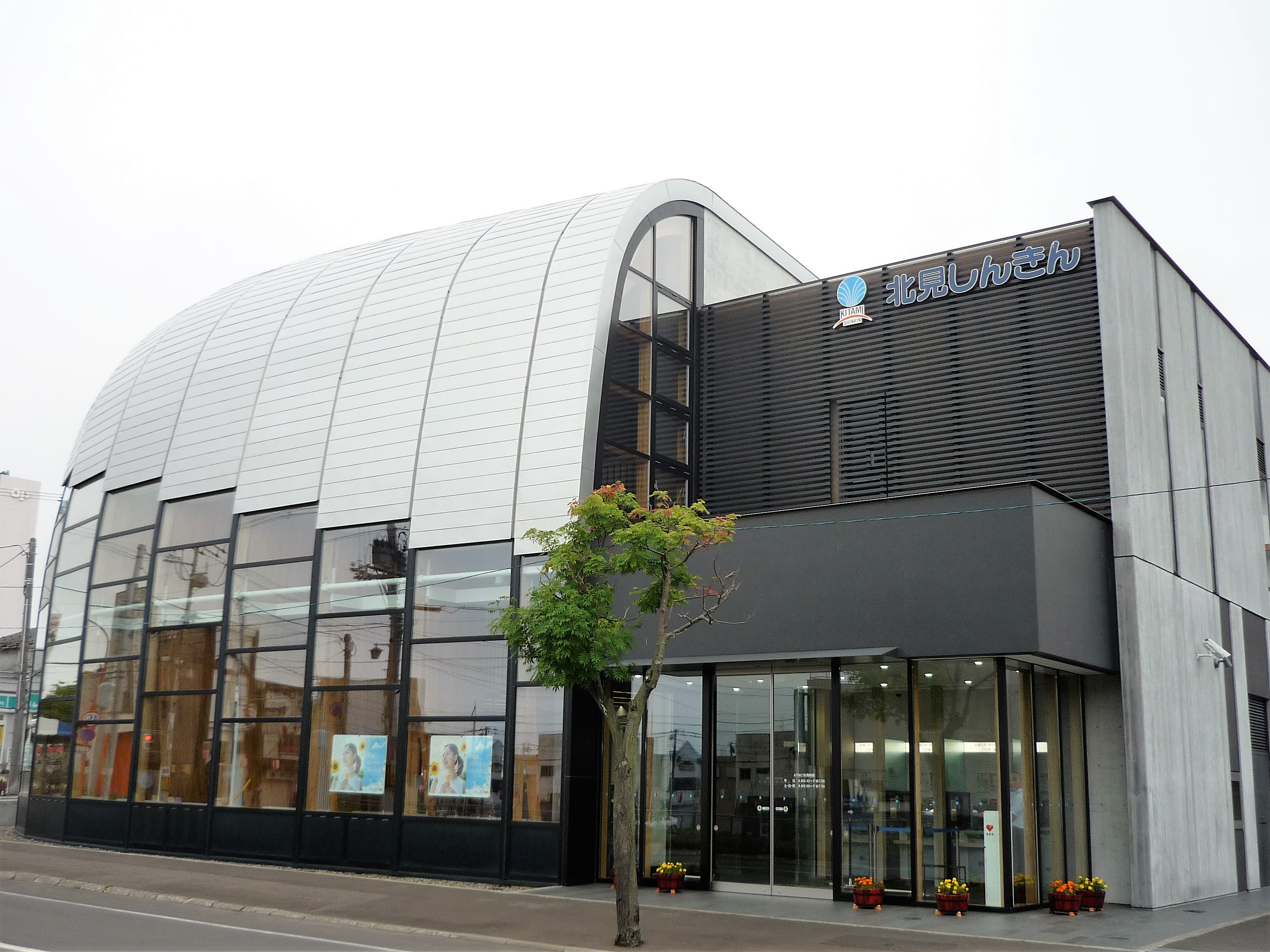
北見信用金庫紋別支店
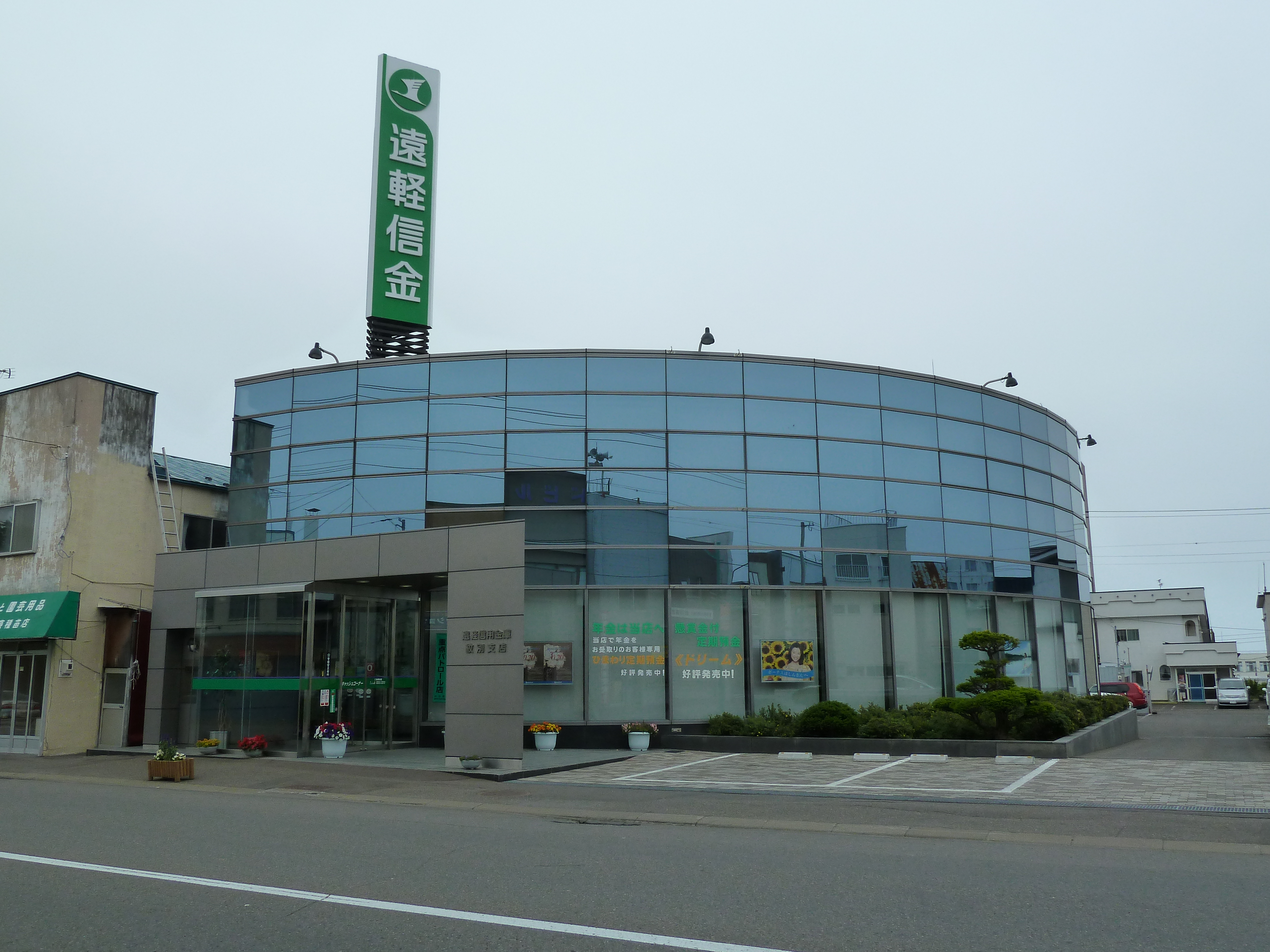
遠軽信用金庫紋別支店
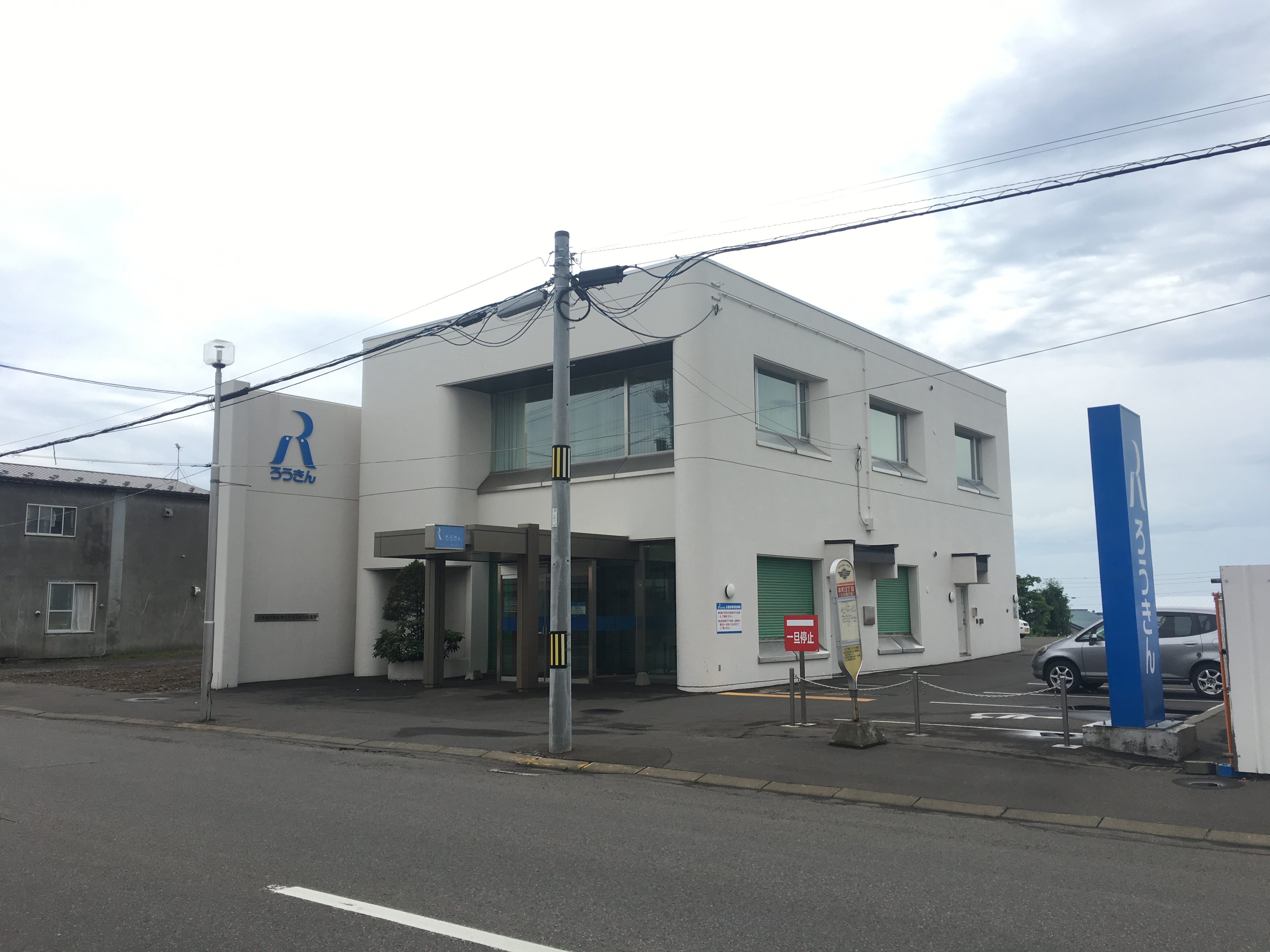
北海道労働金庫紋別出張所

### 紋別市に拠点を置く主な企業
- よつ葉乳業オホーツク北見工場
- コンティネンタル・テーベスウィンターテストセンター
- 住友金属鉱山鴻之舞事務所（旧鴻之舞鉱山）
- 住友林業紋別山林事業所
- 紋別バイオマス発電所

## 情報・通信

### マスメディア

#### 新聞社
- 北海道新聞社紋別支局
- 北海民友新聞（日本新聞協会非加盟）

過去に存在した新聞社
- オホーツク新聞（2009年廃刊）

#### 放送局
- NHK北見放送局紋別支局

## 生活基盤

### ライフライン

#### 電力
- 紋別バイオマス発電所

## 教育

紋別高等学校

### 大学

#### 国立
- 北海道大学低温科学研究所環オホーツク観測研究センター分室

#### 私立
- なし
  - かつて、道都大学紋別キャンパスが存在し、美術学部、社会福祉学部が設置されていたが、2005年までに両学部とも札幌キャンパスに統合され撤退している。

### 専修学校
- 北海道立紋別高等看護学院
- 紋別ドレスメーカー専門学校

### 高等学校
- 北海道紋別高等学校 - 2007年（平成19年）4月1日に、北海道紋別北高等学校と北海道紋別南高等学校の統合校として開校。
紋別南高校が2007年3月31日に閉校して紋別高校へ改称、在校生は紋別高校へ編入。紋別北高校は2009年（平成21年）3月31日に閉校。

### 中学校

#### 市立
- 紋別市立紋別中学校
- 紋別市立潮見中学校
- 紋別市立渚滑中学校

### 小学校

#### 市立
- 紋別市立紋別小学校
- 紋別市立潮見小学校
- 紋別市立南丘小学校
- 紋別市立小向小学校 2024年3月31日廃校
- 紋別市立渚滑小学校
- 紋別市立上渚滑小学校

#### 特別支援学校
- 北海道紋別養護学校
- 北海道紋別高等養護学校

## 交通

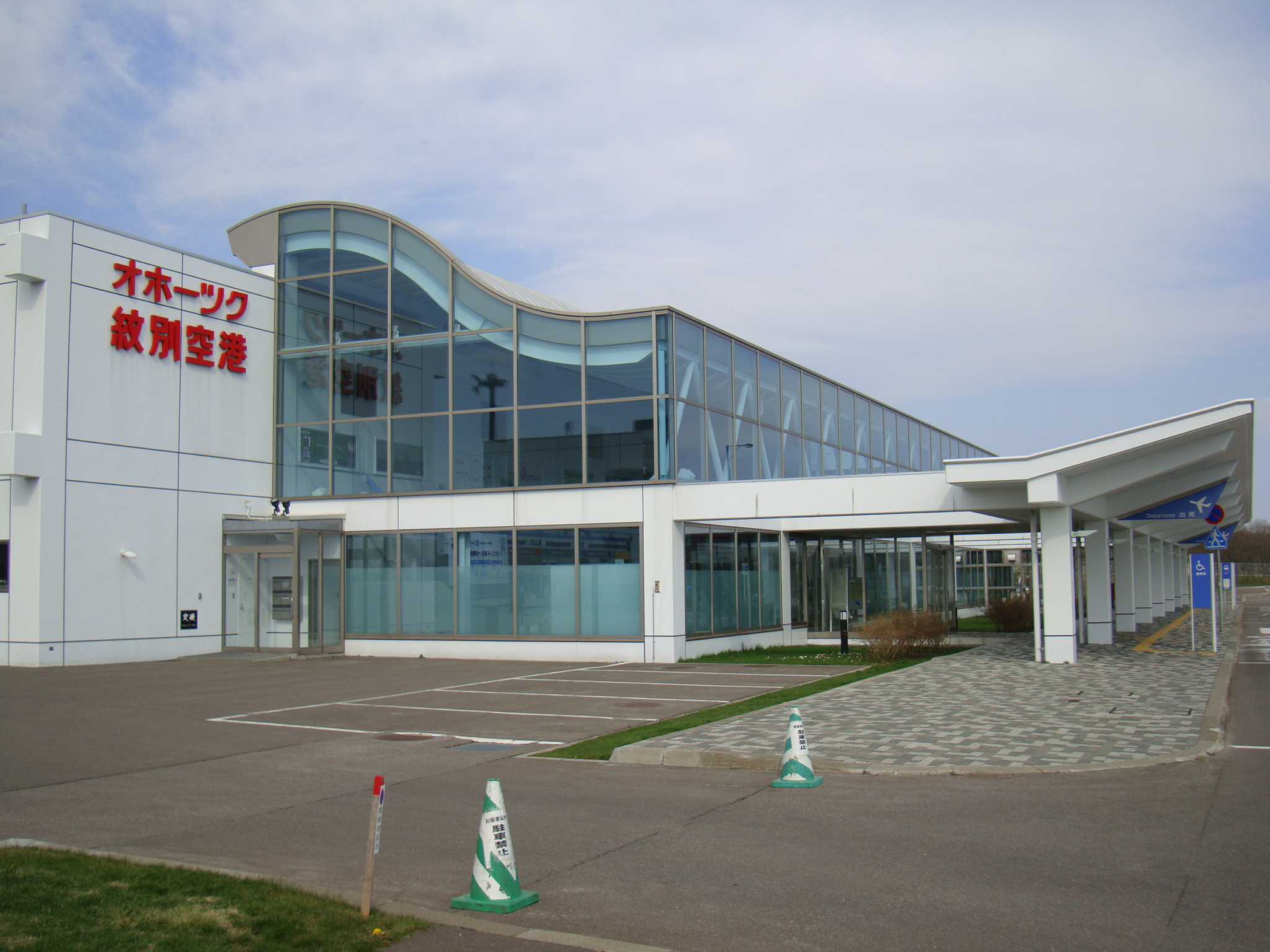
紋別空港

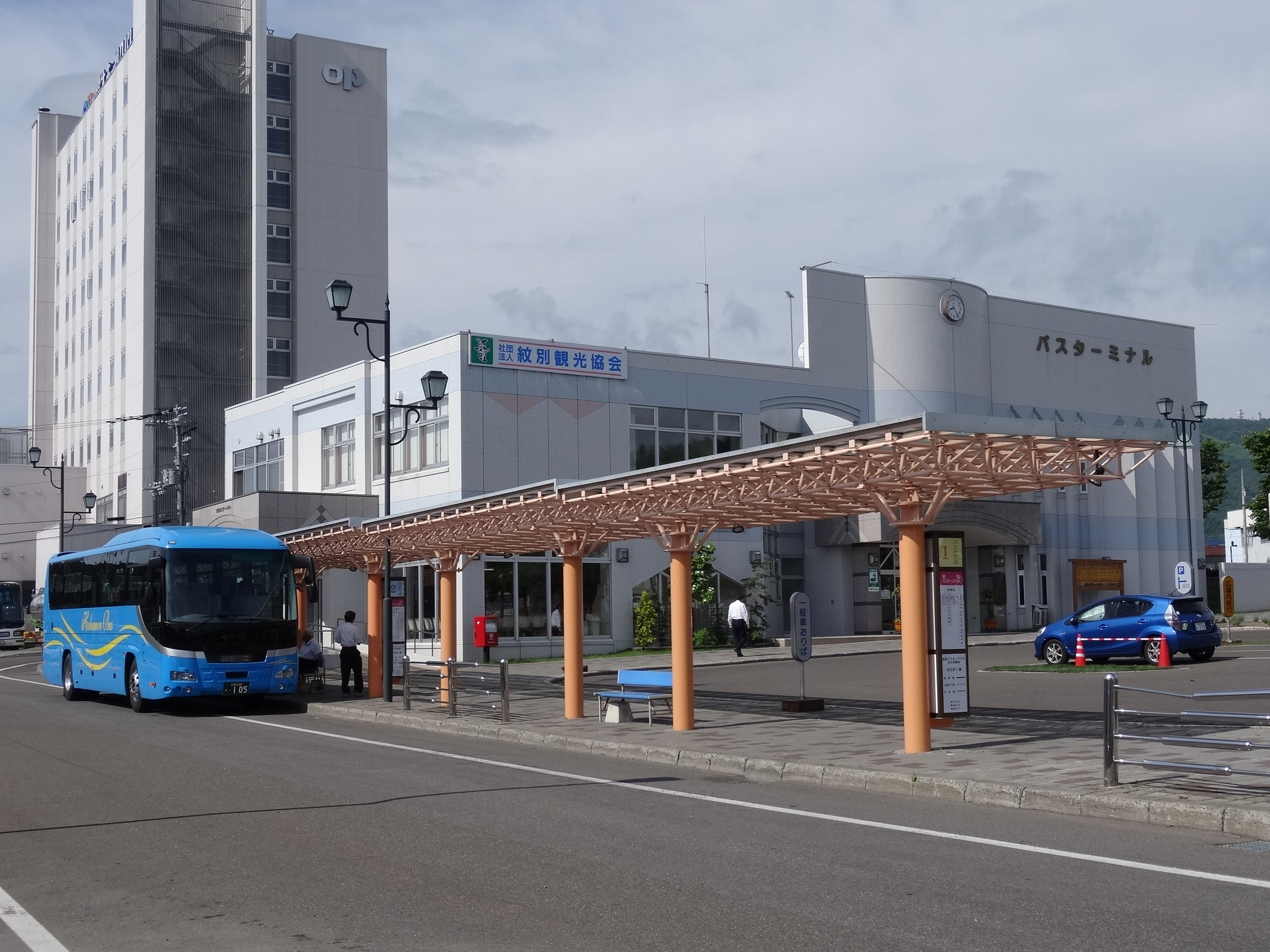
紋別バスターミナル

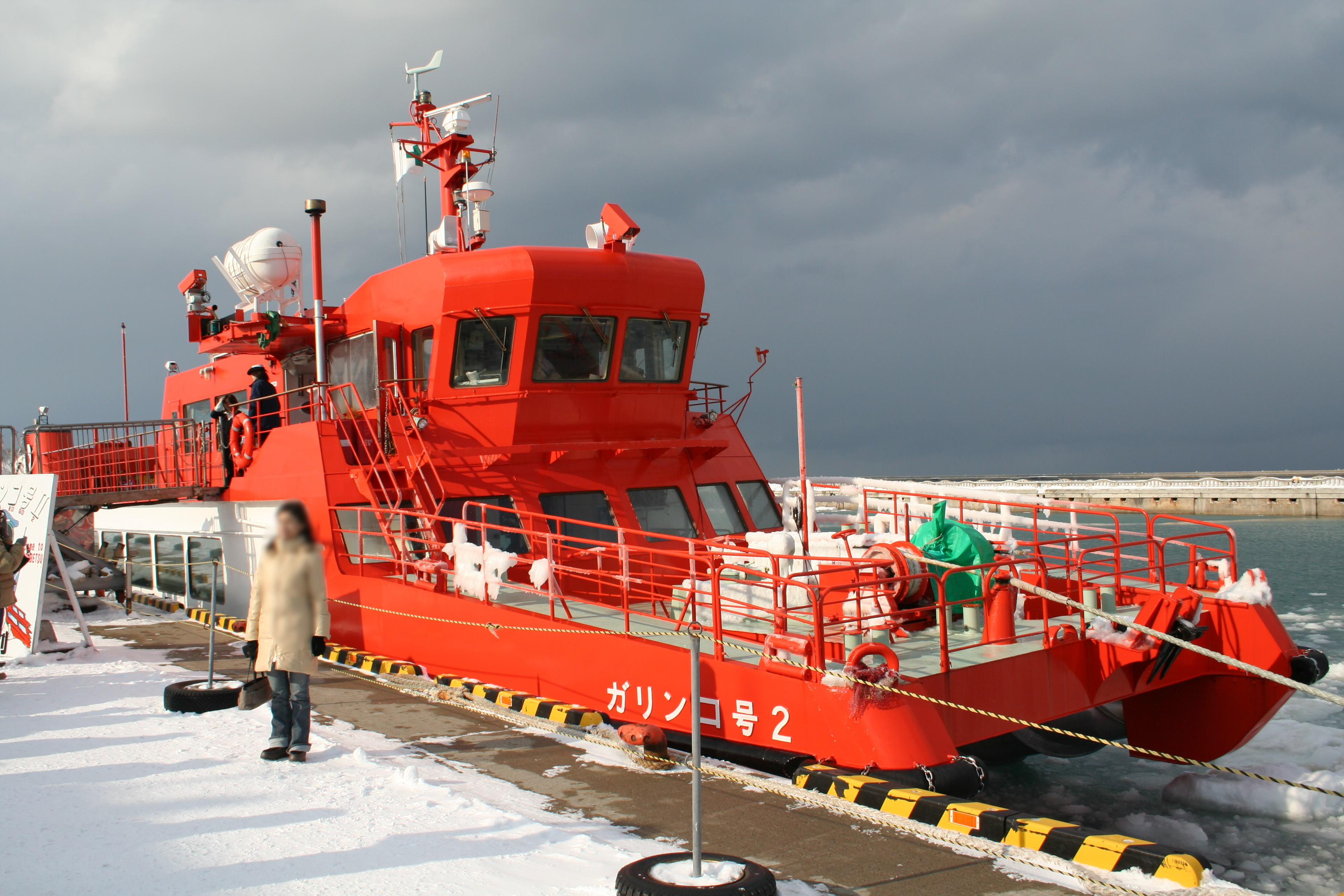
紋別港に停泊中のガリンコ号2

### 空港
- オホーツク紋別空港
  - 全日本空輸(ANA)
    - 羽田空港

### 鉄道
紋別市内を走る鉄道は無い。最寄り駅は、JR北海道石北本線遠軽駅となる。遠軽駅と当市との間に路線バスが走っている（所要時間約90分）。JTB時刻表には、紋別バスターミナルが中心駅として記載されている。
かつて市内を通っていた鴻紋軌道は1948年（昭和23年）に廃止、旧日本国有鉄道渚滑線は1985年（昭和60年）4月1日に廃止され、1987年（昭和62年）4月1日の日本国有鉄道の分割民営化後北海道旅客鉄道（JR北海道）に引き継がれた名寄本線は1989年（平成元年）5月1日に廃止となっている。
- 渚滑線：渚滑駅 - 元西仮乗降場 - 下渚滑駅 - 十六号線仮乗降場 - 中渚滑駅 - 上東仮乗降場 - 上渚滑駅 - 奥東仮乗降場
- 名寄本線：渚滑駅 - 潮見町駅 - 紋別駅 - 元紋別駅 - 一本松駅 - 小向駅 - 弘道駅 - 沼ノ上駅

### バス

#### 路線バス
紋別バスターミナル
北紋バスが市内路線・長距離路線ともに運行する。

#### 都市間バス
北紋バスとの共同運行で、以下の各社も乗り入れる。
- 北海道北見バス - 遠軽方面（名寄本線廃止代替）
- 道北バス・北海道中央バス・JR北海道バス - 上川駅前・旭川駅前・札幌駅前ターミナル方面

### 道路

#### 高速道路
- E39 旭川紋別自動車道（ 国道450号）: 計画中

#### 国道
- 国道238号（紋別バイパス）
- 国道239号（国道238号と重複）
- 国道273号

#### 道道
主要地方道
- 北海道道137号遠軽雄武線

都道府県道
- 北海道道304号紋別港線
- 北海道道305号紋別丸瀬布線
- 北海道道306号丸瀬布上渚滑線
- 北海道道553号上藻別上渚滑停車場線
- 北海道道713号中渚滑紋別停車場線
- 北海道道766号和訓辺渚滑停車場線
- 北海道道804号和訓辺上渚滑線
- 北海道道873号小向元紋別線
- 北海道道932号上渚滑原野上渚滑線
- 北海道道1055号紋別興部線
- 北海道道1151号新紋別空港線

#### 道の駅
- オホーツク紋別

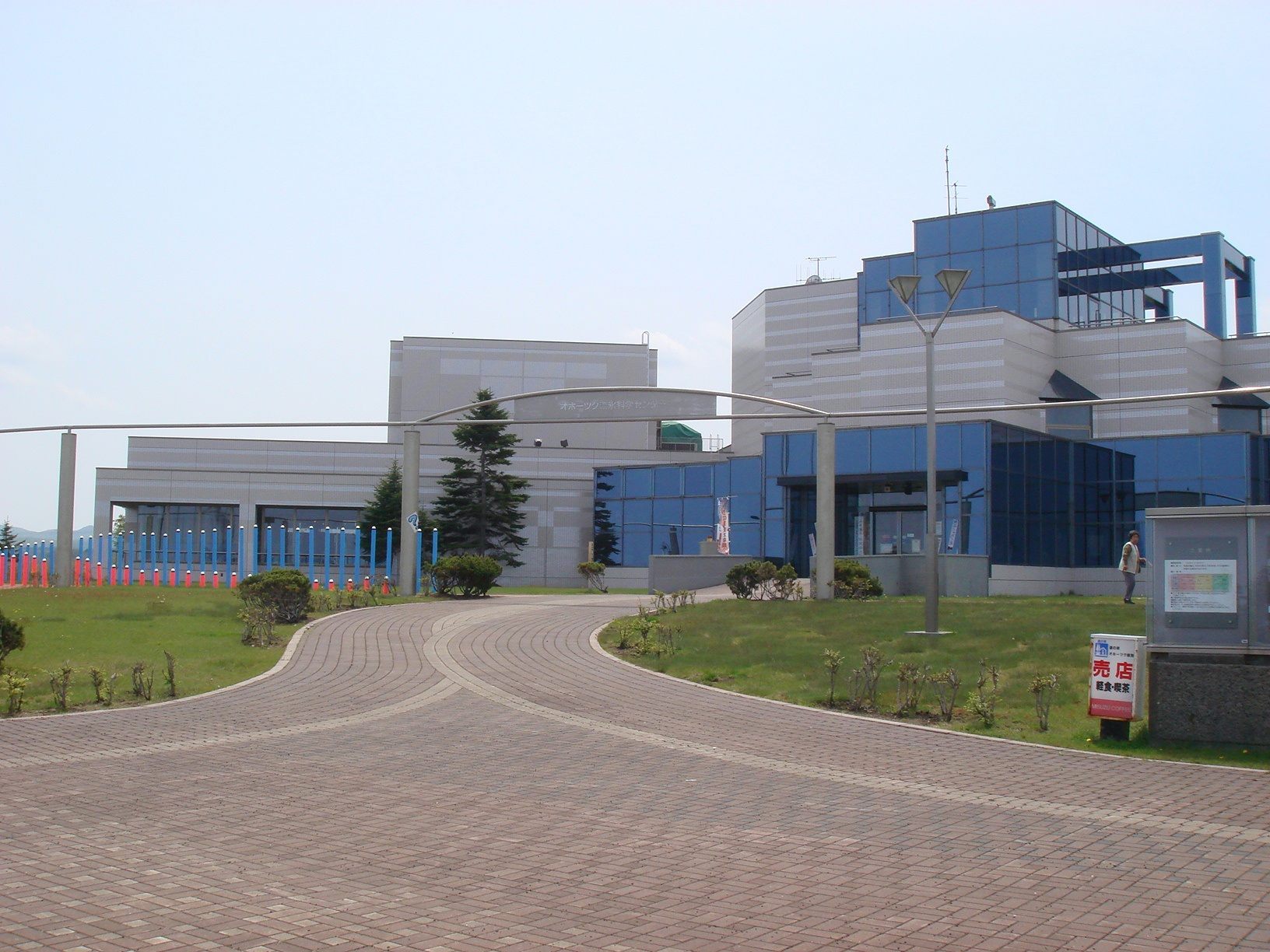
道の駅オホーツク紋別

### 港湾
- 紋別港（重要港湾）

## 観光

### 文化財
- 旧上藻別駅逓所[11] - 登録有形文化財
- オムサロ台地竪穴群 - 道指定史跡
- 紋別市栄遺跡 - 紋別市指定文化財
- 小向原生花園 - 紋別市指定文化財
- 紋別流紋岩 - 紋別市指定文化財

### 観光スポット
- 流氷
  - 流氷砕氷船ガリンコ号2（北海道遺産）
  - 流氷砕氷船ガリンコ号３「IMERU」
- 氷海展望塔オホーツクタワー
- 北海道立オホーツク流氷科学センター

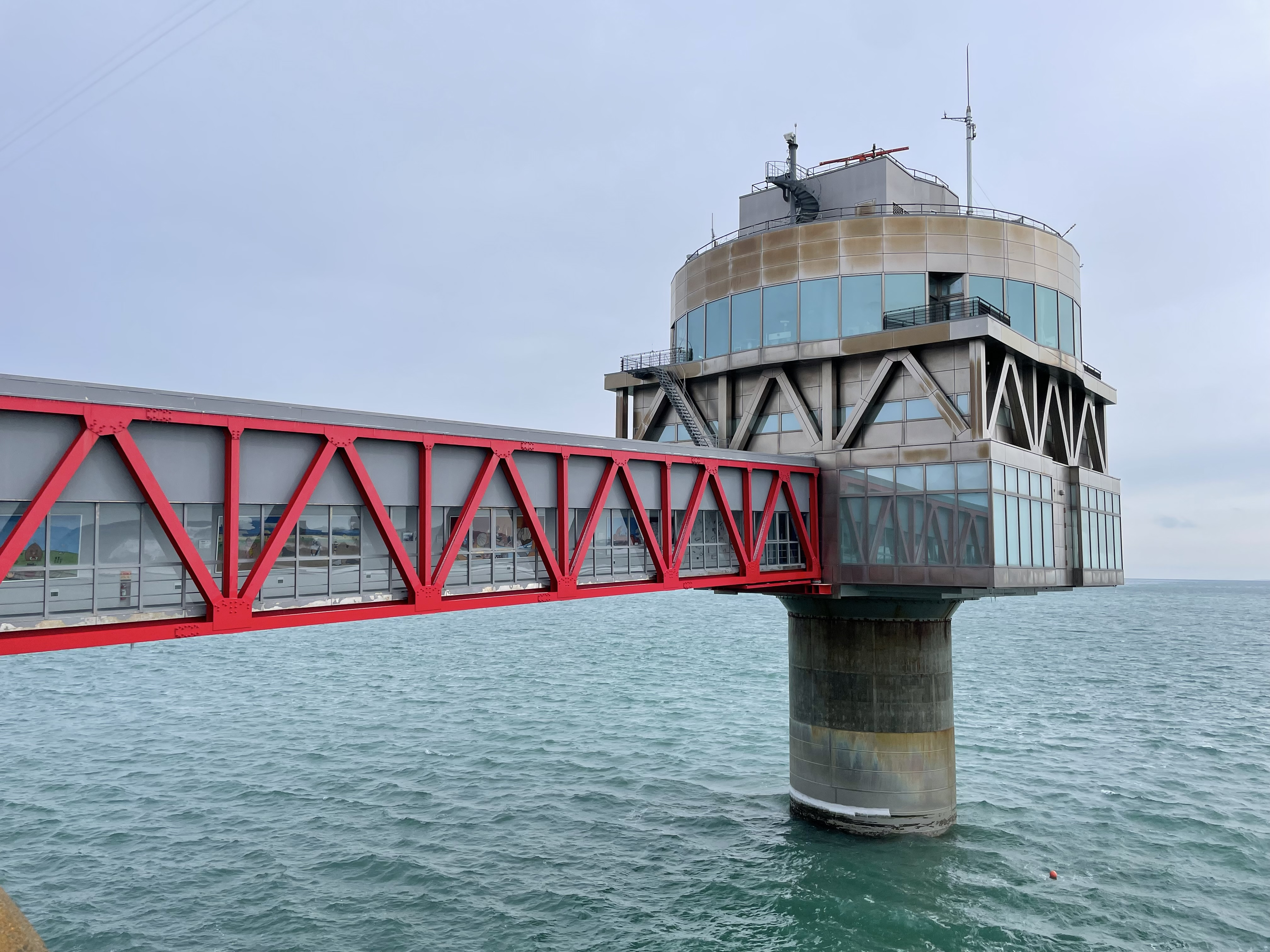
紋別公園の氷海展望塔オホーツクタワー

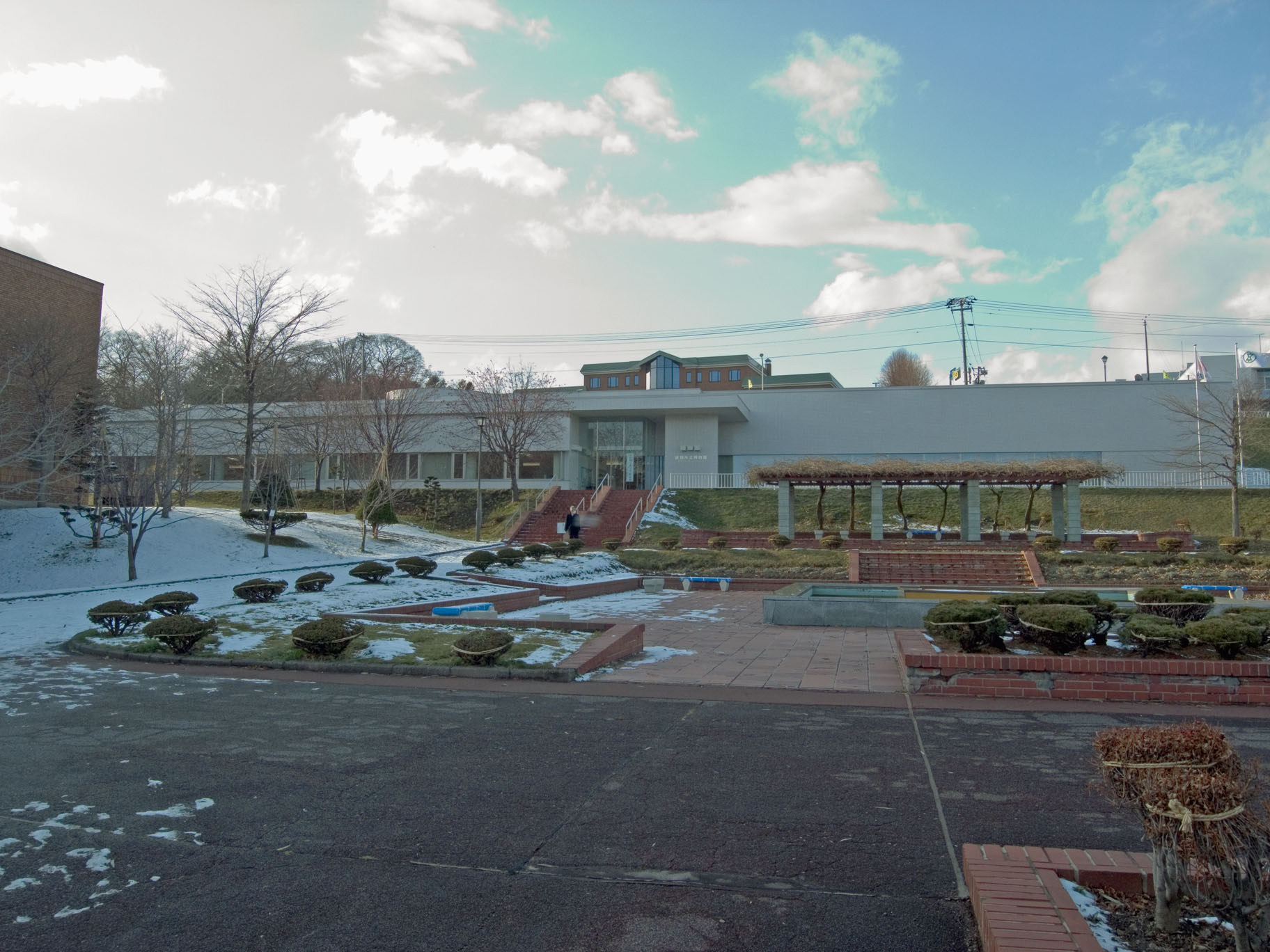
紋別市立博物館

  - 近くには高さ12 m、幅6 m、重量7 tのカニの爪のモニュメントがある。
- オホーツクとっかりセンター
- アザラシシーパラダイス
- オホーツク健康プール「ステア」
- 紋別公園
- 紋別市立博物館
- オムサロ遺跡公園
- オムサロ原生花園
- オホーツクスカイタワー
  - 地下に紋別テレビジョン中継局を併設。2008年（平成20年）開始の地上デジタル放送でも使用されている。
- 北海道立オホーツク流氷公園
- 密乗山大日寺（北海道三十三観音霊場26番札所）

#### レジャー

大山スキー場（2009年11月）

- コムケ国際キャンプ場
- 紋別市営大山スキー場
- オホーツク庭園
- オホーツク森林公園
- 大山山頂園

## 文化･名物

### 祭事･催事
- もんべつ観光港まつり（7月下旬）
- もんべつグルメまつり（10月中旬）
- もんべつ流氷まつり（2月中旬）

### 名産･特産

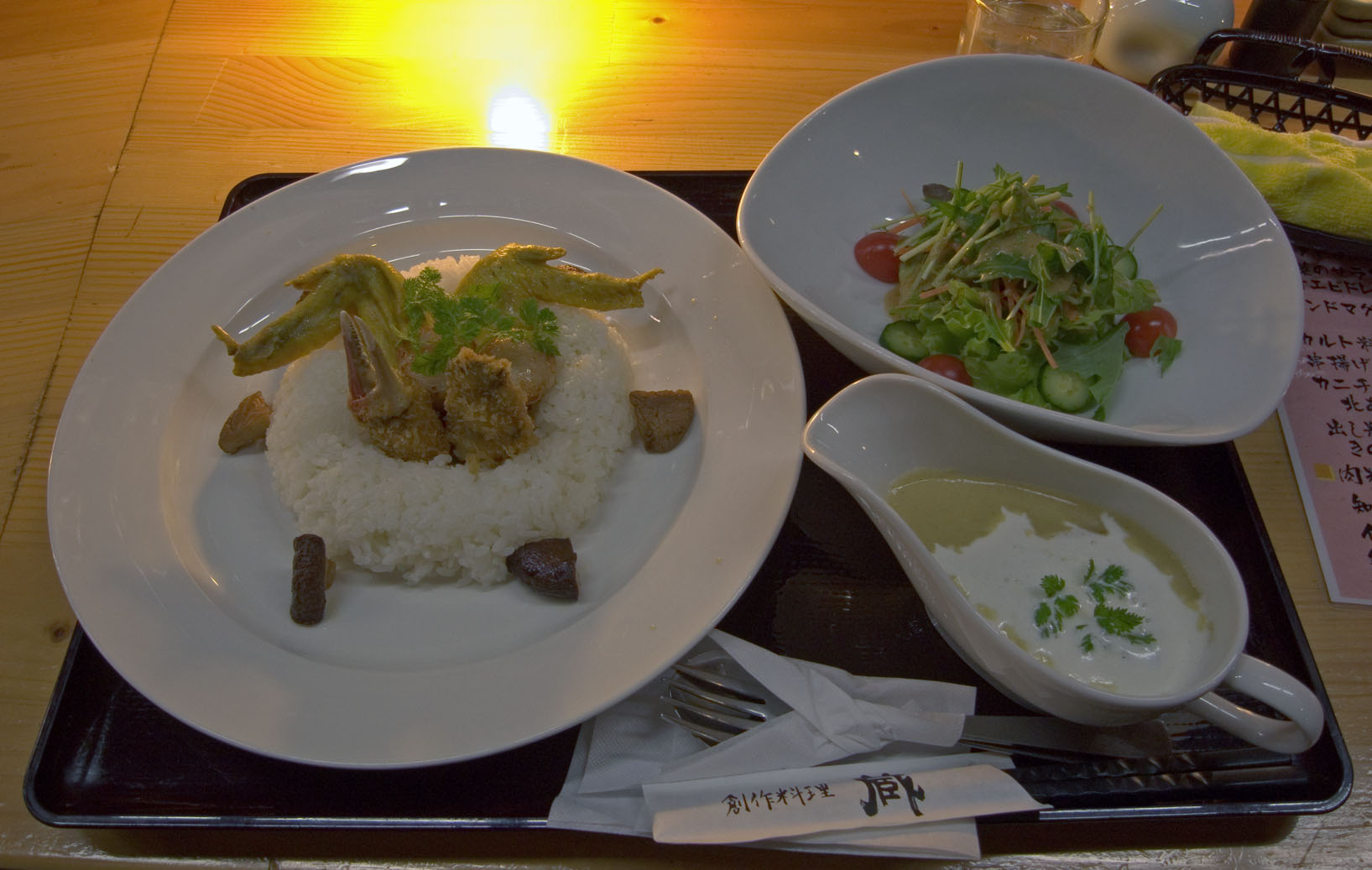
オホーツク紋別ホワイトカレー

- オホーツク紋別ホワイトカレー

## 出身者等

### 出身著名人
- 勝浦修（将棋）
- 千葉貴仁（サッカー）
- 長谷川初範（俳優）
- 本庄陸男（作家）
- あべさより（漫画家）
- 柿崎正澄（漫画家）
- 佐藤けい（フリーアナウンサー。元テレビ山口アナウンサー）
- 鍋島將起（日本プロサッカーリーグ審判員）
- 田中利明（卓球世界チャンピオン）
- 鎌田卓麻（ラリードライバー）
- 鳴海康平（演出家）
- 池田静香（モデル・タレント）
- 樋口和貞（プロレスラー）
- 清水友陽（劇作家。演出家。ナレーター）
- 齊藤啓輔（政治家 現・余市町長）

### ゆかりのある著名人
- 岡村文四郎（高知県出身、参議院議員）: 紋別市名誉市民
- りんたろー。 (静岡県出身、祖父母の出身地)

## 紋別市を舞台にした作品
- 小説
  - 私の男（桜庭一樹）
  - 流氷への旅（渡辺淳一）[12]
- 映画
  - おいしいマン（キム・ジョジュン監督、イ・ミンギ・池脇千鶴主演）
  - アンフェア the answer（佐藤嗣麻子監督、篠原涼子主演）
- ゲームソフト
  - 北海道連鎖殺人 オホーツクに消ゆ（アスキー）